# لارنتة رقيقة
لارنتة رقيقة (الاسم العلمي:Larentia tenuis) هي نوع من الحشرات تتبع جنس اللارنتة من الفصيلة الأرفية.